# Marcuskerk (Delft)
De Marcuskerk is een kerk gelegen aan de Roland Holstlaan in de wijk Voorhof in de stad Delft, in de Nederlandse provincie Zuid-Holland. Het kerkgebouw wordt door de Protestantse Kerk in Delft gebruikt voor haar erediensten. De Marcuskerk werd in 1968 gebouwd en daarna gebruikt door de Hervormde Kerk. Het orgel stamt uit 1970. Het kerkgebouw is gebouwd naar ontwerp van H.W.M. Hupkes in hoofdzakelijk modernistische vormgeving met op onderdelen meer expressionistisch karakter. Het is een gemeentelijk monument (monumentnummer 09-0815).
Het ontwerp had sterke gelijkenissen met de twee jaar eerder door Hupkes ontworpen Verzoeningskerk in Rijswijk voordat deze geseculariseerd werd.
Sinds de vereniging van verschillende hervormde gemeenten en Gereformeerde kerken in Delft in protestantse gemeenten, wordt de Marcuskerk afwisselend gebruikt door de gemeenten van de vroegere Matteüskerk en van de Maranathakerk. Voor de Marcuskerk was dat in 1997. De gemeenten van de Matteüs en van de Maranatha zijn beiden gelieerd aan de Gereformeerde Bond.
De voormalige hervormde gemeente van de Marcuskerk heeft zich aangesloten bij de protestantse Vierhovenkerk.
Sint-Adelbertkerk · 
Kerk van het Allerheiligst Sacrament · 
Pastoor van Arskerk · 
Bethlehemkerk · 
Sint-Corneliuskapel · 
De Deur · 
H.H. Franciscus en Clarakerk · 
Génestetkerk · 
Sint-Hippolytuskapel · 
Sint-Hippolytuskerk · 
Hofkerk · 
Immanuëlkerk · 
Levend Water · 
Lutherse kerk · 
Maranathakerk · 
Maria van Jessekerk · 
Maria en Ursulakerk · 
Marcuskerk · 
Nieuwe Kerk · 
O.L.V. Onbevlekt Ontvangen · 
Ontmoetingskerk · 
Oosterkerk · 
Oude Kerk · 
Plaats van Samenkomst · 
Sint-Stanislaskapel · 
Vierhovenkerk · 
Waalse kerk · 
Westerkerk · 
Zuiderkerk